# Juniper Green (jeu)
Pour les articles homonymes, voir Juniper Green.
Le jeu de Juniper Green (aussi appelé « jeu des multiples et des diviseurs ») est un jeu mathématique opposant deux joueurs.

## Origines
Le jeu a été créé par Richard Porteous, enseignant à l’école du village écossais de Juniper Green, village auquel le jeu doit son nom. Il s'est réellement fait connaitre grâce à Ian Stewart, qui en décrit les règles dans la revue Pour la science, en juillet 1997,.

## Règles du jeu
Le jeu se veut simple et ne possède que trois règles :
1. le Joueur 1 choisit un nombre entre 1 et un entier Nmax (généralement 100) ;
2. à tour de rôle, chaque joueur doit choisir un nombre parmi les multiples ou les diviseurs du nombre choisi précédemment par son adversaire et inférieur à Nmax ;
3. un nombre ne peut être joué qu'une seule fois.

Le perdant est le joueur qui ne peut plus jouer.
Une quatrième règle souvent utilisée dit que le premier nombre choisi doit être pair (ou plus simplement, ne doit pas être premier). Elle est souvent utilisée, car le premier joueur pouvait facilement bloquer son adversaire en jouant un nombre N : nombre premier supérieur à Nmax/2, obligeant son adversaire à jouer 1, puis en rejouant un nombre premier supérieur à Nmax/2 ; ainsi il était sûr de gagner.
L'utilisation du nombre 1 est devenue plus symbolique qu'autre chose car en le jouant, la victoire est assurée pour l'adversaire (qui n'a plus qu'à utiliser la stratégie expliquée ci-dessus). Plus simplement, jouer le nombre 1 amène à une défaite assurée, on peut le considérer comme un signe d'abandon.

## Exemples de parties
Voici une partie fictive du jeu qui n'inclut pas la 4e règle et qui a 20 pour nombre maximal :
| Joueur 1 | Joueur 2 |
| -------- | -------- |
| 19       |          |
|          | 1        |
| 17       |          |
|          | Perdu    |

La partie devient plus intéressante lorsque l'on inclut la 4e règle (on garde 20 pour nombre maximal) :
| Joueur 1 | Joueur 2 |
| -------- | -------- |
| 6        |          |
|          | 3        |
| 9        |          |
|          | 18       |
| 2        |          |
|          | 10       |
| 5        |          |
|          | 20       |
| 4        |          |
|          | 12       |
| 1        |          |
|          | 19       |
| Perdu    |          |

Cette fois-ci, le joueur 2 a gagné, mais le joueur 1 aurait pu gagner en utilisant une autre stratégie.

## Résolution
Comme le jeu implique deux joueurs seulement et qu'il n'y a pas de partie infinie ou nulle, il existe une stratégie optimale pour l'un des deux joueurs,. Dans le cas où l'on ajoute la quatrième règle, le premier joueur peut forcer le gain lorsque Nmax est supérieur ou égal à 119, ainsi que pour soixante-seize valeurs différentes de Nmax inférieures à 119.
En particulier, une stratégie gagnante consiste à utiliser, lorsqu'ils existent, trois nombres premiers p, q et r compris entre Nmax/4 et Nmax/3 et à entamer avec 2p.